# Cô gái văn chương
Cô gái văn chương (文学少女 (Văn học Thiếu nữ) Bungaku Shōjo) là loạt light novel của nữ tác giả Nomura Mizuki, do Takeoka Miho minh hoạ. Được xuất bản bởi Enterbrain dưới ấn hiệu Famitsu Bunko kể từ ngày 28 tháng 4 năm 2006 cho đến ngày 30 tháng 4 năm 2011. Bộ tiểu thuyết này gồm 16 tập: 8 tập trong loạt truyện chính, 4 tập tuyển tập truyện ngắn, và 4 tập ngoại truyện. Yen Press đã mua bản quyền của loạt tiểu thuyết này và bắt đầu xuất bản phiên bản tiếng Anh tại Bắc Mỹ từ tháng 7 năm 2010. Tại Việt Nam, bộ tiểu thuyết đã được Thaihabooks mua bản quyền và phát hành dưới ấn hiệu Hikari Light Novel kể từ ngày 2 tháng 3 năm 2014. Cho tới ngày 4 tháng 1 năm 2019, trọn bộ 16 tập tiểu thuyết đã được phát hành tại Việt Nam.
4 tập manga được chuyển thể và xuất bản trong tạp chí truyện shōnen Gangan Powered và Gangan Joker của Square Enix, và tạp chí truyện shōjo Beans Ace và Nguyệt san Asuka của Kadokawa Shoten. Một tập phim anime được chuyển thể bởi Production I.G ra mắt tại các rạp phim Nhật Bản vào ngày 1 tháng 5 năm 2010.

## Cốt truyện
Tiểu thuyết Cô gái văn chương xoay quanh nam sinh tên Inoue Konoha. Câu chuyện bắt đầu với lần đầu tiên cậu gặp một nữ sinh năm 3 tên Amano Tooko – chủ tịch câu lạc bộ Văn học. Tooko là một người rất yêu thích văn học và là Quái vật ăn sách. Tooko có thể ăn những câu chuyện bằng các ăn những cuốn sách. Sau đó, Konoha tham gia câu lạc bộ Văn học và hàng ngày viết truyện "tam đề" để làm món "điểm tâm" cho Tooko. Mỗi cuốn là một câu chuyện riêng biệt, nhưng tuyến nhân vật chính vẫn xuyên suốt cả bộ sách, và mỗi tập đều đan xen trong âm hưởng của một tác phẩm văn học nổi tiếng.

## Nhân vật
Inoue Konoha (井上 心葉)
Lồng tiếng bởi: Irino Miyu
Trong loạt sê-ri chính, Konoha là nam sinh năm 2 cao trung. Sau một lần tham gia cuộc thi sáng tác tiểu thuyết, tác phẩm của cậu thắng giải và nó trở nên rất nổi tiếng và trở thành tiểu thuyết bán chạy nhất. Nhưng vì cậu sử dụng bút danh là tên thiếu nữ nên không một ai biết đến tác giả thực sự là ai. Cậu tham gia câu lạc bộ Văn học và vướng vào những chuyện rắc rối cùng chủ tịch câu lạc bộ là Amano Tooko.
Trong ngoại truyện Tình đầu của cô gái văn chương Tập sự, Konoha là nam sinh năm 3 cao trung và trở thành chủ tịch câu lạc bộ Văn học thay thế cho vị trí của Tooko sau khi cô tốt nghiệp.
Amano Tooko (天野 遠子)
Lồng tiếng bởi: Hanazawa Kana
Tooko là nữ sinh năm 3 cao trung và là chủ tịch câu lạc bộ Văn học. Cô và Konoha là hai thành viên duy nhất của câu lạc bộ. Cô là "cô gái văn chương" khi cô có thể ăn những câu chuyện trên những trang truyện và cảm nhận được hương vị của các câu chuyện từ những trang sách. Dù cô có thể ăn thức ăn như người bình thường, song cô không cảm nhận được hương vị của chúng. Trong những buổi hoạt động câu lạc bộ, cô yêu cầu Konoha viết những truyện "tam đề" dựa trên 3 từ ngẫu nhiên để làm món "điểm tâm".

## Các chuyển thể

### Light novel
Loạt light novel do Nomura Mizuki sáng tác và Takeoka Miho minh hoạ. Được xuất bản bởi Enterbrain dưới ấn hiệu Famitsu Bunko kể từ ngày 28 tháng 4 năm 2006 cho đến ngày 30 tháng 4 năm 2011. Tại Việt Nam, bộ tiểu thuyết đã được Thaihabooks mua bản quyền và phát hành dưới ấn hiệu Hikari Light Novel.
Trọn bộ tiểu thuyết này gồm 16 tập: Tám tập trong loạt truyện chính, bốn tập tuyển tập truyện ngắn và bốn tập ngoại truyện. Tám tập truyện chính được xuất bản từ ngày 28 tháng 4 năm 2006 cho đến ngày 30 tháng 8 năm 2008. Bốn tập tuyển tập truyện ngắn được xuất bản từ ngày 26 tháng 12 năm 2008 cho đến ngày 25 tháng 12 năm 2010; rất nhiều truyện ngắn trong đó trước đã được xuất bản trên tạp chí trực tuyến FB Online của nhà xuất bản Enterbrain. Bốn tập ngoại truyện được xuất bản từ ngày 30 tháng 4 năm 2009 cho đến ngày 30 tháng 4 năm 2011. 3 tập đầu và 1 tập cuối của loạt ngoại truyện là 2 câu chuyện riêng biệt.

#### Loạt truyện chính
| # | Nhan đề                                                                           | Phát hành Tiếng Nhật | Phát hành tiếng Việt |
| - | --------------------------------------------------------------------------------- | -------------------- | -------------------- |
| 1 | Cô gái văn chương và tên hề thích chết "文学少女"と死にたがりの道化               | 28/4/2006            | 2/3/2014             |
| 2 | Cô gái văn chương và hồn ma đói khát "文学少女"と飢え渇く幽霊                     | 1/9/2006             | 18/4/2014            |
| 3 | Cô gái văn chương và gã khờ bị trói buộc "文学少女"と繋がれた愚者                 | 27/12/2006           | 9/6/2014             |
| 4 | Cô gái văn chương và thiên thần sa ngã "文学少女"と穢名の天使                     | 30/4/2007            | 22/8/2014            |
| 5 | Cô gái văn chương và người hành hương than khóc "文学少女"と慟哭の巡礼者          | 30/8/2007            | 27/10/2014           |
| 6 | Cô gái văn chương và tinh linh nước mang hoa mặt trăng "文学少女"と月花を孕く水妖 | 25/12/2007           | 20/03/2015           |
| 7 | Cô gái văn chương và Nhà văn hướng về Chúa trời I "文学少女"と神に臨む作家 上     | 27/4/2008            | 29/05/2015           |
| 8 | Cô gái văn chương và Nhà văn hướng về Chúa trời II "文学少女"と神に臨む作家 下    | 30/8/2008            | 19/08/2015           |

#### Tuyển tập truyện ngắn
| # | Nhan đề                                                                   | Phát hành Tiếng Nhật | Phát hành tiếng Việt |
| - | ------------------------------------------------------------------------- | -------------------- | -------------------- |
| 1 | Cô Gái Văn Chương Và Tuyển Tập Tình Yêu - Tập 1 "文学少女"と恋する挿話集1 | 26/12/2008           | 30/11/2016           |
| 2 | Cô Gái Văn Chương Và Tuyển Tập Tình Yêu - Tập 2 "文学少女"と恋する挿話集2 | 29/8/2009            | 02/06/2017           |
| 3 | Cô Gái Văn Chương Và Tuyển Tập Tình Yêu - Tập 3 "文学少女"と恋する挿話集3 | 30/4/2010            | 22/12/2017           |
| 4 | Cô Gái Văn Chương Và Tuyển Tập Tình Yêu - Tập 4 "文学少女"と恋する挿話集4 | 25/12/2010           | 23/08/2018           |

#### Ngoại truyện
| # | Nhan đề | Ngày phát hành       | ISBN                                                                    |
| - | --- | -------------------- | ----------------------------------------------------------------------- |
| 1 | Tình đầu của cô gái văn chương tập sự Bungaku Shōjo Minarai no, Hatsukoi. ("文学少女"見習いの、初戀【はつこい】。)                    | 30 tháng Tư năm 2009 | 978-4-7577-4829-3                                                       |
| 2 | Sự tổn thương của cô gái văn chương tập sự Bungaku Shōjo Minarai no, Shōshin. ("文学少女"見習いの、傷心【しょうしん】。)              | 26 tháng 12 năm 2009 | 978-4-04-726030-6 (ấn bản thường) 978-4-04-726029-0 (ấn bản đi kèm DVD) |
| 3 | Lễ tốt nghiệp của cô gái văn chương tập sự Bungaku Shōjo Minarai no, Sotsugyō. ("文学少女"見習いの、卒業【そつぎょう】。)             | 30 tháng Tư năm 2010 | 978-4-04-726725-1                                                       |
| 4 | Nhà văn mới nổi và biên tập viên cô gái văn chương Hanjuku Sakka to Bungaku Shōjo na Myūzu (半熟作家と"文学少女"な編集者【ミューズ】) | 30 tháng Tư năm 2011 | 978-4-04-727222-4                                                       |

### Các loại sách khác
127 trang artbook Bungaku Shōjo no Tsuisō Garō (Galerie d'art) ("文学少女"の追想画廊(ガレリア・デ・アール)) được xuất bản vào ngày 15 tháng 12 năm 2008 bởi Enterbrain. Bên cạnh những tranh minh họa, sách còn bao gồm một truyện ngắn Cô gái văn chương và lời bình luận của những người xuất bản sách. Ba cuốn sách khác được xuất bản vào ngày 21 tháng 4 năm 2010 bởi Enterbrain, bao gồm 63 trang artbook Bungaku Shoujo Fantasy Art Book; 159 trang sách hướng dẫn Bungaku Shōjo no Gourmet na Tosho Guide ("文学少女"のグルメな図書ガイド) và 111 trang sách hướng dẫn Gekijōban Bungaku Shōjo -appetizer- (劇場版"文学少女" -appetizer-) ra mắt trong lần công chiếu phim. Sách hướng dẫn kèm thêm một đĩa DVD bao gồm lời bình luận của dàn diễn viên lồng tiếng và quá trình làm phim. Một cuốn artbook khác mang tên Bungaku Shōjo no Tsuisō Garō 2 (Galerie d'art) ("文学少女"の追想画廊2) được phát hành vào ngày 30 tháng 5 năm 2011 bởi Enterbrain. Nomura hợp tác với Inoue Kenji (tác giả của light novel Lũ ngốc, bài thi và linh thú triệu hồi) và Kaima Takaaki (tác giả của light novel Gakkō no Kaidan) viết 3 tập truyện kết hợp Corabo Ansorojī 2 Bungaku Shōjo wa Gāgoiru to Baka no Kaidan o Noboru (コラボアンソロジー2 "文学少女"はガーゴイルとバカの階段を昇る) và được xuất bản bởi Enterbrain vào ngày 30 tháng 10 năm 2008.

### Manga
4 loạt truyện manga Cô gái văn chương được chuyển thể. Loạt truyện manga đầu tiên mang tên Cô gái văn chương và Tên hề thích chết ("文学少女"と死にたがりの道化 Bungaku Shōjo to Shinitagari no Piero) được vẽ bởi Kōsaka Rito và bắt đầu được xuất bản từ tháng 8 năm 2008 trên tạp chí truyện shōnen Gangan Powered của Square Enix. Loạt truyện được chuyển sang xuất bản ở số báo tháng 5 năm 2009 trên tạp chí Ganger Joker của Square Enix sau khi tạp chí Gangan Powered ngừng xuất bản ở số báo tháng 4 năm 2009. Loạt truyện được xuất bản tới số báo tháng 11 năm 2010. Ba tập tankōbon được xuất bản từ ngày 24 tháng 4 năm 2009 đến ngày 22 tháng 12 năm 2010 bởi nhà xuất bản Gangan Comics Joker của Square Enix..
Kōsaka bắt đầu loạt manga thứ 2 với nhan đề Cô gái văn chương và Hồn ma đói khát ("文学少女"と飢え渇く幽霊 Bungaku Shōjo to Uekawaku Gōsuto) được xuất bản theo chương trên các số báo của tạp chí Gangan Joker từ tháng 1 năm 2011 đến tháng 9 năm 2013. 4 tập của Cô gái văn chương và Hồn ma đói khát được xuất bản thành tập từ ngày 22 tháng 8 năm 2011 đến ngày 22 tháng 11 năm 2013.
Loạt manga thứ 3, Bungaku Shōjo to Oishii Reshipi ("文学少女"と美味しい噺), được minh họa bởi Hiyoshimaru Akira và 4 chương đầu tiên được xuất bản trên tạp chí truyện shōjo Beans Ace của nhà xuất bản Kadokawa Shoten. Loạt truyện được chuyển qua xuất bản trên tạp chí Nguyệt san Asuka sau khi tạp chí Beans Ace ngừng xuất bản ở số báo tháng 11 năm 2009. Bungaku Shōjo to Oishii Reshipi được xuất bản theo chương trên số báo tháng 9 năm 2009 đến số báo tháng 4 năm 2010 của tạp chí Nguyệt san Asuka. Loạt manga này được xuất bản thành 2 tập từ ngày 26 tháng 1 năm 2010 đến ngày 26 tháng 4 năm 2010 bởi nhà xuất bản Asuka Comics DX của Kadokawa.
Hiyoshimaru tiếp tục vẽ loạt truyện thứ 4 với nhan đề Bungaku Shōjo to Koisuru Poet ("文学少女"と恋する詩人) trên các số báo từ tháng 6 năm 2010 đến tháng 1 năm 2011 của tạp chí Nguyệt san Asuka. Loạt manga này được xuất bản thành 1 tập vào ngày 26 tháng 1 năm 2011.

### Drama CD và chương trình radio
Một bộ gồm 6 đĩa drama CD được sản xuất bởi Lantis. Mỗi hai đĩa chuyển thể nội dung của 1 tập light novel. Hai đĩa chuyển thể light novel tập 1 Cô gái văn chương và Tên hề thích chết ra mắt vào ngày 21 tháng 10 và ngày 25 tháng 11 năm 2009. Hai đĩa chuyển thể light novel tập 2 Cô gái văn chương và Hồn ma đói khát ra mắt vào ngày 24 tháng 2 và ngày 24 tháng 3 năm 2010. Hai đĩa tiếp theo chuyển thể light novel tập 3 Cô gái văn chương và gã khờ bị trói buộc ra mắt vào ngày 22 tháng 9 và ngày 24 tháng 11 năm 2010.
Một chương trình radio trên internet Rajio Bungaku Shōjo: Mayonaka no Bungeibu (ラジオ"文学少女"〜真夜中の文芸部〜 tạm dịch: Radio Cô gái văn chương và CLB Văn học vào lúc nửa đêm) quảng cáo cho Cô gái văn chương phát sóng 52 tập từ ngày 9 tháng 1 năm 2010 đến ngày 1 tháng 1 năm 2011. Chương trình được sản xuất bởi Chō! A&G+ và Lantis Web Radio. Chương trình được phát sóng trực tuyến hàng tuần và được dẫn bởi Hanazawa Kana, người lồng tiếng cho Amano Tooko trong drama CD và bản chuyển thể anime.

### Anime
Một tập phim anime 103 phút được chuyển thể với nhan đề Cô gái văn chương được sản xuất bởi Production I.G, do Tada Shunsuke làm đạo diễn, và công chiếu tại các rạp phim Nhật Bản vào ngày 1 tháng 5 năm 2010. Bộ phim được sản xuất nhân kỉ niệm 10 năm thành lập Enterbrain. Bộ phim được phát hành thành đĩa Blu-ray/DVD vào ngày 27 tháng 8 năm 2010 bởi Pony Canyon.
Một tập OVA với tựa đề Điểm tâm hôm nay của Cô gái văn chương: Tình đầu ("文学少女"今日のおやつ 〜はつ恋〜 Bungaku Shōjo Kyō no Oyatsu: Hatsukoi) được bán kèm với tập 2 ngoại truyện phiên bản giới hạn Bungaku Shōjo Minarai no, Shōshin ("文学少女"見習いの、傷心) vào ngày 26 tháng 12 năm 2009. Tập OVA được sản xuất bởi đoàn làm phim anime.
Ba tập OVA 
với tựa đề Bungaku Shōjo Memowāru ("文学少女"メモワール) được sản xuất để phát sóng trước buổi ra mắt phim điện ảnh 1 tuần, bắt đầu chiếu vào tháng 5 năm 2010. Ảnh bìa của OVA minh họa 3 nữ nhân vật chính xuyên suốt câu chuyện: Amano Tooko cho đĩa tập 1, Miu Asakura cho đĩa tập 2, và Nanase Kotobuki cho đĩa tập 3. Tập OVA của Tooko, Yumemiru Shōjo no Prelude (夢見る少女の前奏曲(プレリュード)), được phát sóng từ ngày 15 tháng 5 đến ngày 21 tháng 5 năm 2010; đĩa DVD của tập OVA này được bán vào ngày 25 tháng 6 năm 2010. Tập OVA của Miu, với tựa đề Sora Mau Tenshi no Requiem (ソラ舞う天使の鎮魂曲(レクイエム)), được phát sóng từ ngày 22 đến ngày 28 tháng 5 năm 2010; đĩa DVD của tập OVA này được bán vào ngày 29 tháng 10 năm 2010. Tập OVA của Nanase, với tựa đề Koisuru Otome no Rhapsody (恋する乙女の狂想曲(ラプソディ)), được phát sóng từ ngày 29 tháng 5 đến ngày 4 tháng 6 năm 2010; đĩa DVD của tập OVA này được bán vào ngày 24 tháng 12 năm 2010.

#### Âm nhạc
Album ca khúc chủ đề mang tựa đề Bungaku Shōjo to Yumeutsutsu no Melody ("文学少女"と夢現の旋律) phát hành tại Comiket 76 vào ngày 14 tháng 8 năm 2009 với những ca khúc được thể hiện bởi Annabel, CooRie, Eufonius, Itō Masumi, Kokia, và Kukui. Ca khúc chủ đề trong phim điện ảnh mang tựa đề "Haruka na Hibi" (遥かな日々 Những ngày xa xăm) được thể hiện bởi Eufonius; đĩa đơn được phát hành vào ngày 1 tháng 5 năm 2010. Nhạc phim với tựa đề Musique du film, sáng tác bởi Itō Masumi, phát hành bởi Lantis vào ngày 1 tháng 5 năm 2010. Ca khúc chủ đề mở đầu cho 3 tập OVA ngắn mang tựa đề "Musō Garden" (夢想庭園 Musō Gāden, Khu vườn giấc mơ) thể hiện bởi CooRie; đĩa đơn phát hành vào ngày 7 tháng 7 năm 2010. Ca khúc chủ đề kết thúc của OVA "Bungaku Shōjo Memowāru I -Yumemiru Shōjo no Pureryūdo-" với tựa đề "Koto no Ha" (言の葉 Ngôn từ) thể hiện bởi Kokia; ca khúc được phát hành trong album Yumemiru Shōjo no Prelude vào ngày 7 tháng 7 năm 2010. Ca khúc chủ đề kết thúc của OVA The "Bungaku Shōjo Memowāru II -Sora Mau Tenshi no Rekuiem-" với tựa đề "Aozora no Mukō" (青空の向こう) thể hiện bởi Itō Masumi; ca khúc được phát hành trong album Sora Mau Tenshi no Requiem vào ngày 27 tháng 10 năm 2010. Ca khúc chủ đề kết thúc của OVA "Bungaku Shōjo Memowāru III -Koisuru Otome no Rapusodi-" với tựa đề "Hidamari Hakusho" (陽だまり白書) thể hiện bởi CooRie; ca khúc được phát hành trong album Koisuru Otome no Rhapsody vào ngày 26 tháng 1 năm 2011.

## Đón nhận
Báo Mainichi Shimbun thông báo rằng, cho đến tháng 5 năm 2010. đã có 1.6 triệu bản light novel được bán ra tại Nhật Bản. Loạt tiểu thuyết được đưa vào xếp hạng 5 lần trong sách hướng dẫn Kono Light Novel ga Sugoi! bởi Takarajimasha được xuất bản hàng năm: xếp hạng thứ 8 vào năm 2007, xếp hạng thứ 3 vào năm 2008 và 2010, xếp hạng nhất vào năm 2009, và xếp hạng thứ 6 vào năm 2011. Trong sách hướng dẫn năm 2009, Amano Tooko được bình chọn ở hạng mục nhân vật nữ trong light novel được yêu thích nhất. Tại giải thưởng Light Novel Award của Kadokawa Shoten tổ chức năm 2007, Cô gái văn chương và Tên hề thích chết đoạt giải tại hạng mục truyện kì bí.